# جمعية كاريليا الأكاديمية

Akateemisen Karjala-Seuran juliste.

مجتمع كاريليا الأكاديمي (بالفنلندية Academic Karelia Society) منظمة قومية فينية أوغرية نخبوية فنلندية هدفت إلى تحقيق النمو والرقي بفنلندا المستقلة حديثاً، أسسها أكاديميون وطلبة جامعة فنلندا في عام 1922. شغل أعضاؤها مناصب مؤثرة في الحياة الأكاديمية آنذاك وكذلك ضمن ضباط الجيش. سيطر مجتمع كاريليا الأكاديمي على اتحاد الطلبة في جامعة هلسنكي من منتصف العشرينات حتى عام 1944، عندما تم حل جمعية في أعقاب حرب الاستمرار أن إلى حد كبير وكان من المقرر وحارب وفقا لجدول الأعمال مجتمع كاريليا الأكاديمي.